# Miss Italia 1987
Miss Italia 1987 si è svolta a Salsomaggiore Terme concludendosi il 5 settembre 1987, ma la finale venne ripetuta il 4 ottobre dello stesso anno.
Il concorso è stato condotto da Andrea Giordana, con la partecipazione di Ezio Greggio e Gianfranco D'Angelo, e fu trasmesso su Canale 5 però il 6 settembre, con la direzione artistica e organizzazione di Enzo Mirigliani con la collaborazione del gruppo Fininvest. Presidente della giuria artistica era Riccardo Pazzaglia che ha incoronato la vincitrice del concorso, la diciannovenne Mirka Viola di Forlì (FC). Il 6 settembre, giorno dopo l'elezione, si scoprì che la neo Miss era sposata (con il produttore cinematografico Enzo Gallo) e aveva un figlio, il che violava il regolamento per la partecipazione a Miss Italia, venne quindi detronizzata, mantenne solo le fasce che aveva vinto Miss Hair Look, Miss Computer e Miss Platea.
Quindi la finale fu ripetuta e la ripetizione avvenne il 4 ottobre ed il titolo andò alla diciassettenne Michela Rocco di Torrepadula di Udine. La serata venne trasmessa su Canale 5 il 10 ottobre nel corso di Miss Italia II° atto a cura di Giorgio Medail.

## Risultati

Michela Rocco di Torrepadula e Mirka Viola

Mirka Viola

| Risultato finale      | Concorrente                                       |
| --------------------- | ------------------------------------------------- |
| Miss Italia 1987      | - – Mirka Viola - – Michela Rocco di Torrepadula  |
| 2ª classificata       | - – Sonia Silvestri - – Maria Paola Gorini        |
| 3ª classificata       | - – Michela Rocco di Torrepadula - – Lucia Masoni |
| Miss Eleganza         | - – Michela Rocco di Torrepadula                  |
| Miss Cinema           | - – Sonia Silvestri                               |
| Ragazza in Gambissima | - – Lucia Masoni                                  |
| Miss Hair Look        | - – Mirka Viola                                   |
| Miss Computer         | - – Mirka Viola                                   |
| Miss Platea           | - – Mirka Viola                                   |
| Miss Terme e Salute   | - – Daniela Salento - - Marina Midali             |

## Concorrenti

### Prima finale
01) Enrica Rapalino (Miss Piemonte)

02) Sandra Romanello (Miss Friuli Venezia Giulia)

03) Barbara Ramin (Miss Veneto)

04) Sonia Silvestri (Miss Triveneto)

05) Anna Predieri (Miss Liguria)

06) Mirka Viola (Miss Romagna)

07) Maria Paola Gorini (Miss Umbria)

08) Paola Mercurio (Miss Campania)

09) Annamaria Biffarella (Miss Puglia)

10) Anna Lisi (Miss Basilicata)

11) Anna Leone (Miss Calabria)

12) Claudia Urtis (Miss Sardegna)

13) Mara Capato (Miss Muretto d'Alassio)

14) Michela Rocco di Torrepadula  (Miss Bella dei Laghi)

15) Tiziana Sergi (Miss Cinema Piemonte)

16) Vittoria Limatola (Miss Cinema Lombardia)

17) Daniela Lena (Miss Cinema Veneto)

18) Milena Barbabini (Miss Cinema Romagna)

19) Katiuscia Salucci (Miss Cinema Umbria)

20) Daniela Salento (Miss Cinema Lazio)

21) Lorella Landi (Miss Cinema Campania)

22) Maria Grazia Cucinotta (Miss Cinema Sicilia)

23) Alessandria Scipioni (Miss Cinema Roma)

24) Stefania Gnutti (Miss Eleganza Lombardia)

25) Laura De Caro (Miss Eleganza Sicilia)

26) Jessica Bernadoni (Selezione Eleganza)

27) Samantha Dell'Acqua (Selezione Eleganza)

28) Giovanna De Pasquale (Selezione Eleganza)

29) Isabella Fusella (Selezione Eleganza)

30) Pamela Hazan (Selezione Eleganza)

31) Sonia Leonardi (Selezione Eleganza)

32) Lucia Masoni (Selezione Eleganza)

33) Lucia Morini (Selezione Eleganza)

34) Elena Paoletti (Selezione Eleganza)

35) Sara Quattrin (Selezione Eleganza)

36) Daniela Trentin (Selezione Eleganza)

37) Monica Vergani (Selezione Eleganza)

38) Mada Sbardolini (Ragazza in Gambissima Lombardia)

39) Susanna Venturelli (Ragazza in Gambissima Trentino)

40) Deborah Predicatori (Ragazza in Gambissima Friuli)

41) Marina Midali (Ragazza in Gambissima Liguria)

42) Ioziane Cavagna (Ragazza in Gambissima Romagna)

43) Simona Donalisio (Ragazza in Gambissima Emilia)

44) Monia Garcini (Ragazza in Gambissima Toscana)

45) Fotonì Giustozzi (Ragazza in Gambissima Umbria)

46) Carmen Puglisi (Ragazza in Gambissima Lazio)

47) Roberta Batista (Ragazza in Gambissima Campania)

48) Maria Antonietta Stara (Ragazza in Gambissima Sardegna)

49) Sonia Cecconi (Selezione Fotografica)

50) Maria Cristina Dieci (Selezione Fotografica)

51) Rossella Facchinetti (Selezione Fotografica)

52) Manuela Ghilardi (Selezione Fotografica)

53) Jacqueline Marangoni (Selezione Fotografica)

54) Lisa Martelli (Selezione Fotografica)

55) Hasnaara Miah (Selezione Fotografica)

56) Cristina Parouel (Selezione Fotografica)

57) Cristina Sordini (Selezione Fotografica)

58) Deborah Testa (Selezione Fotografica)

59) Isabella Vassallo (Selezione Fotografica)

### Seconda finale
01) Sandra Romanello (Miss Friuli Venezia Giulia)

02) Barbara Ramin (Miss Veneto)

03) Anna Predieri (Miss Liguria)

04) Maria Paola Gorini (Miss Umbria)

05) Anna Maria Biffarella (Miss Puglia)

06) Anna Lisi (Miss Basilicata)

07) Michela Rocco di Torrepadula (Miss Bella dei Laghi)

08) Tiziana Sergi (Miss Cinema Piemonte)

09) Vittoria Limatola (Miss Cinema Lombardia)

10) Milena Bernabini (Miss Cinema Romagna)

11) Katiuscia Salucci (Miss Cinema Umbria)

12) Daniela Salento (Miss Cinema Lazio)

13) Lorella Landi (Miss Cinema Campania)

14) Maria Grazia Cucinotta (Miss Cinema Sicilia)

15) Alessandra Scipioni (Miss Cinema Roma)

16) Laura De Caro (Miss Eleganza Sicilia)

17) Giovanna De Pasquale (Selezione Eleganza)

18) Isabella Fusella (Selezione Fotografica)

19) Sonia Leonardi (Selezione Fotografica)

20) Lucia Masoni (Ragazza in Gambissima Toscana)

21) Elena Paoletti (Selezione Fotografica)

22) Sara Quarantini (Selezione Fotografica)

23) Daniela Trentin (Selezione Fotografica)

24) Monica Vergani (Selezione Fotografica)

25) Susanna Venturelli (Ragazza in Gambissima Trentino Alto Adige)

26) Marina Midali (Ragazza in Gambissima Liguria)

27) Monia Gargini (Ragazza in Gambissima Toscana)

28) Carmen Puglisi (Ragazza in Gambissima Lazio)

29) Roberta Battista (Ragazza in Gambissima Campania)

30) Maria Antonietta Stara (Ragazza in Gambissima Sardegna)

31) Maria Cristina Dieci (Selezione Gambissime)

32) Rossella Facchinetti (Selezione Fotografica)

33) Cristina Sordini (Selezione Fotografica)

34) Liliana Adamo (Selezione Fotografica)